# Marguerite de Cortone
Marguerite de Cortone, (en italien : Margherita da Cortona), en religion Marie-Marguerite (en italien : Maria Margherita), née en 1247 à Laviano Pérouse, en Ombrie et décédée à Cortone le 22 février 1297, est une franciscaine du Tiers-Ordre,  canonisée en 1728, dont la fête liturgique se célèbre le 22 février.

## Vie
Marguerite naît en Toscane dans une famille paysanne. Elle perd sa mère alors qu'elle a à peine sept ans. 
Son père se remarie et sa vie en devient fort difficile car sa belle-mère ne lui manifeste ni attention ni affection. 
Marguerite est fort belle et, à l'âge de seize ans, est séduite par un jeune et riche noble de Montepulciano, nommé Arsenio, qui promet de la prendre pour femme.
Elle quitte la maison paternelle pour vivre avec lui à Montepulciano. Malgré des promesses répétées, aucun mariage n'a lieu, même lorsqu'un fils naît de cette union.
Durant neuf ans c'est la vie facile et insouciante. Elle reçoit l'argent qui lui permet d'acheter des bijoux et de se parer. Elle a beaucoup de charme et est connue comme la 'Dame de Montepulciano' alors qu'elle n'est en fait que la maîtresse d'Arsenio.
En 1273, son amant est assassiné en des circonstances mystérieuses. La légende raconte que son chien vient chercher Marguerite pour la conduire jusqu'au corps du malheureux, d'où les représentations de la sainte, accompagnée d'un chien. La vie de Marguerite s'en trouve radicalement changée. Elle est mise à la porte de la maison de son amant. Retournant auprès de son père, elle n'y est pas reçue. Elle se retrouve seule avec un enfant de six ans, à la rue, sans argent et désespérée. 
Se réfugiant dans une église proche, elle y est reçue et écoutée par des franciscains. Elle se met sous leur direction et fait pénitence. En 1272 Marguerite arrive à Cortone avec son fils ; elle a alors vingt-cinq ans. Elle y est accueillie par la famille Moscari. Le père Giunta Bevegnati, franciscain, est son confesseur et guide spirituel. Marguerite fait la profonde expérience du pardon de Dieu (ou divine Miséricorde) et souhaite vivre une vie de pénitence dans le Tiers-Ordre de Saint-François. Elle se consacra entièrement à la charité, à la prière, au conseil spirituel.
Marguerite fonde une communauté de femmes désireuses de venir en aide aux malheureux, ainsi que l'hôpital de "Sainte-Marie du Pardon", à Cortone. Après sept cent cinquante ans, l'hôpital existe toujours même si, pour les besoins d'une modernisation radicale, il a dû déménager et se trouve à Valdichiana (hôpital Sainte-Marguerite). Les Sœurs Franciscaines missionnaires de l'Enfant Jésus (it), qui sont quelque plus de sept cents (surtout en Italie), continuent son œuvre.   
Marguerite meurt le 22 février 1297. Son corps, retrouvé intact, repose dans l'église de Cortone. Dès après sa mort elle est considérée comme sainte et la dévotion populaire fait appel à elle pour obtenir des faveurs du ciel. Sa canonisation eut lieu en 1728.

## Vénération et écrits

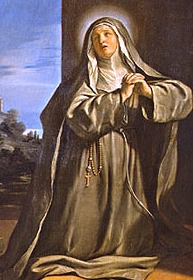
Sainte Marguerite de Cortone

Léon X permit à la ville de Cortone de célébrer une fête en son honneur. En 1623, Urbain VIII étend cette permission à tout l'ordre franciscain. En 1728, Benoît XIII procède à sa canonisation.
Son directeur spirituel et son ami était le franciscain Giunta Bevegnati ; il la fit connaître en écrivant la Légende de sainte Marguerite, que les Bollandistes ont fait imprimer. L'édition la mieux connue est celle de Ludovico da Pelago en 1793.
Les historiens Luc Wadding et Léopold de Chérancé ont soigneusement documenté sa vie. François Mauriac a publié sa biographie en 1945.

## Iconographie
Elle est représentée habituellement en habits franciscains, dont elle était tertiaire, avec un petit chien, et les attributs de l'ermite pénitent, crucifix et crâne.

## Citation
De François Mauriac dans Sainte Marguerite de Cortone - Paris - 1945 :
« Pour Marguerite, l'agonie est une extase qui se prolonge, la mort une extase qui s'accomplit. Depuis des années, la chair et le sang n'avaient plus guère de part à son union à Dieu. Elle l'atteignait de moins en moins à travers le sensible. Maintenant, son âme à demi submergée demeure tout offerte à la marée qui déferlera sur elle, une fois rompue la digue du corps ».
Lettre de sainte Marguerite de Cortona, morte de faim le 22 février 1297, à son confesseur qui lui ordonnait de manger.
« Mon père, je n'ai nullement l'intention de faire la paix avec mon corps et mon âme, et encore moins de faire marche arrière. Permettez moi par conséquent d'apprivoiser mon corps sans rien changer à mon régime. Je ne cesserai que lorsqu'il n'y aura plus de vie en moi. Ne croyez pas que mon corps soit aussi mortifié et faible qu'il en à l'air, il se comporte ainsi pour éviter de payer la dette qu'il a contractée avec le monde lorsqu'il en aimait les plaisirs. [...] Oh mon corps, pourquoi ne m'aides-tu pas à servir mon Créateur et mon Sauveur ? Pourquoi n'es-tu pas aussi prompt à m'obéir, que tu ne l'étais à désobéir a ses Commandement ? Ne te lamente pas, ne pleure pas, ne fais pas semblant d'être à moitié mort, tu porteras la totalité du fardeau que je place sur tes épaules. [...] J'espère non seulement m'abstenir de toute nourriture terrestre, mais je veux aussi mourir mille fois par jour s'il le faut, dans cette vie mortelle qui est la mienne ».

## Filmographie
- La Maudite (Margherita da Cortona), film italien de Mario Bonnard sorti en 1950.